# A Menina Que Comia Queijo
A menina que comia queijo é o primeiro livro na Literatura infanto-juvenil de Celso Kallarrari, publicado em 2017.

## Sinopse
Trata-se de um livro infanto-juvenil que aborda o trabalho artesanal de fabricação do queijo, bem como seu processo de feitura e a higiene necessários, valorizando a ética profissional e, sobretudo, a utilização da variante linguística (o mineirês), cuja proposta é que o professor possa trabalhar em sala de aula com o aluno, desenvolvendo nele o senso e a compreensão da diversidade linguística do nosso país. A história é narrada em estilo atraente e excelente linguagem. Valoriza a diversidade linguística, conforme orientam os Parâmetros Curriculares Nacionais do Ensino da Língua Portuguesa.   

## Prêmios
Livro vencedor em terceiro lugar na categoria infanto-juvenil do Concurso de Literatura José Endoença Martins, Blumenau, Santa Catarina.